# Georg Boßler
Georg „Schorsch“ Boßler  (* 18. März 1881 in Neckarsteinach; † 17. Dezember 1946 in Heidelberg) war ein deutscher Unternehmer und Unternehmensgründer aus dem Bereich der Passagierschifffahrt und des Tourismus. Zusammen mit seinem jüngsten Bruder Andreas Boßler (* 1884; † 1961) war er Mitbegründer der Personenschiffahrt Gebr. Bossler in Neckarsteinach. Er gilt als Pionier der Ausflugsschifffahrt auf dem Neckar.

## Familie
Georg Boßler wurde als zweitgeborener Sohn des Jakob Friedrich I. Boßler (* 1851; † 1927) und dessen Gattin Sibylla Luise Götz (* 1854; † 1885) geboren. Er war der um drei Jahre ältere Bruder des Unternehmers Andreas Boßler und stammte wie eben dieser aus der jüngeren Linie des Schiffergeschlechts Boßler.
Durch seine Mutter war er verwandtschaftlich mit der seit 1791 in Neckarsteinach eingesessenen Unternehmerfamilie Götz verbunden. Georg Boßler war einer der Enkel des Gastwirts, Industriellen und Steinbruchbesitzers Johann Friedrich II. Götz (* 1820; † 1892), der unter anderem als Steinlieferant für die Tullasche Rheinbegradigung auftrat. Seine Cousins mütterlicherseits waren die beiden Schifffahrtsunternehmer Ludwig (* 1887; † 1955) und Jakob Götz (* 1890; † 1977).
Daneben war Georg Boßler ein Onkel des Passagierschifffahrtsunternehmers Herbert Bossler (* 1907; † 1999) und ein Cousin dritten Grades des Unternehmers Werner Ludwig Boßler (* 1931; † 2018). Georg Boßler war mit Katharina Boßler geb. Wolf verheiratet.

## Schifffahrt

### Anfänge
Nachdem Georg Boßler den Beruf des Schiffers erlernt hatte, war er ab 1910 unternehmerisch in einen gewerblichen Verleih von Nachen und Gondeln in Neckarsteinach involviert. Dieser Betrieb wurde von seinem Vater, ihm und seinen drei Brüdern gemeinschaftlich geführt. Georg Boßler organisierte bereits zu dieser Zeit touristische Ausflugsfahrten von Neckarsteinach nach Heidelberg.

### Reederei

Hausflagge der von Georg Boßler mitgegründeten Reederei Gebr. Bossler

Georg Boßler gründete 1926 gemeinsam mit seinem Bruder Andreas das Schifffahrtsunternehmen Personenschiffahrt Gebr. Bossler, das erste motorisierte Passagierschiff der Gebrüder Boßler, war die 45 PS starke 1921 auf der Werft Ebert und Söhne für Andreas Boßler erbaute Viktor von Scheffel. Darauf wurde 1927 das Passagierschiff Bligger von Steinach in Dienst gestellt. 1928 folgte die Alt-Heidelberg I in die Fahrgastflotte.
Die 1930er Jahre waren für die beiden Schifffahrtsunternehmer Georg und Andreas Boßler dadurch gekennzeichnet, dass von dem konkurrierenden Unternehmer Gebr. Fischer & Zahnleitner vier Passagierschiffe übernommen wurden. Dazu zählten die Einheiten Einigkeit, Karl Theodor, Liselotte und Von Hindenburg. Die Besitzer der Von Hindenburg waren 1938 seine beiden Neffen Herbert und Karl Boßler (* 1912; † 1964).
Nach dem Zweiten Weltkrieg standen lediglich noch drei der ehemals sieben Passagierschiffe im Dienst der Gebrüder Boßler. Die Liselotte ist durch einen Kriegsschaden gesunken, die Einigkeit verblieb bei den US-Streitkräften, die Karl Theodor kam nach Speyer und die Von Hindenburg fand ihren Weg nach Koblenz.

## Geltung
Die Festschrift zum 850-jährigen Bestehen des traditionsreichen Schiffervereins Neckarsteinach erschien im Wartberg Verlag, ein in Deutschland, Österreich sowie Frankreich bekanntes Verlagshaus. Darin ist festgehalten, dass Georg Boßler, der gemeinsam mit seinem jüngeren Bruder Andreas unter Gebrüder Bossler firmierte, als Pionier der Ausflugsschifffahrt im Neckarraum gilt. Der Pionierstatus wird für Georg Boßler in der heimatkundlichen Literatur gleichfalls bemerkt. Dazukommend wird betont, dass er gemeinsam mit seinem Bruder vorzeitig die Bedeutsamkeit des Ausflugstourismus auf der Bundeswasserstraße Neckar erkannte.
Die weitere Entwicklung der von ihm mitgegründeten Reederei nach dem Zweiten Weltkrieg erlebte er nicht mehr mit. Der Eisenbahner Wolfgang Löckel erwähnte jedoch 2016 die Tradition der Gebr. Bossler von Neckarsteinach in Hinblick auf die Weiße Flotte Heidelberg und damit auf die Ausflugsschifffahrt im Neckarraum.